# Quadrivio degli Angeli
Il Quadrivio degli Angeli si trova a Ferrara ed è l'incrocio tra l'asse costituito da corso Ercole I d'Este con quello di corso Porta Mare e corso Biagio Rossetti. Costituisce uno dei punti più significativi sia sul piano architettonico sia sul piano urbanistico  dell'Addizione Erculea.

## Storia
Intorno a questo quadrivio prospettano storicamente tre edifici rinascimentali di notevole interesse, il palazzo dei Diamanti, il palazzo Turchi di Bagno il palazzo Prosperi-Sacrati e il palazzo Bevilacqua che ospita la caserma della Polizia. La progettazione degli edifici del quadrivio si deve a Biagio Rossetti, che diede ad ognuno di questi un proprio peso architettonico, al fine di farli risaltare contemporaneamente ma anche in modo distinto l'uno dall'altro.
L'insieme degli edifici del quadrivio, l'intero disegno dell'Addizione Erculea e la struttura ancora ben conservata delle parti medievale e rinascimentale hanno permesso a Ferrara di ottenere il riconoscimento, da parte dell'UNESCO, di Patrimonio dell'umanità.

## Galleria d'immagini

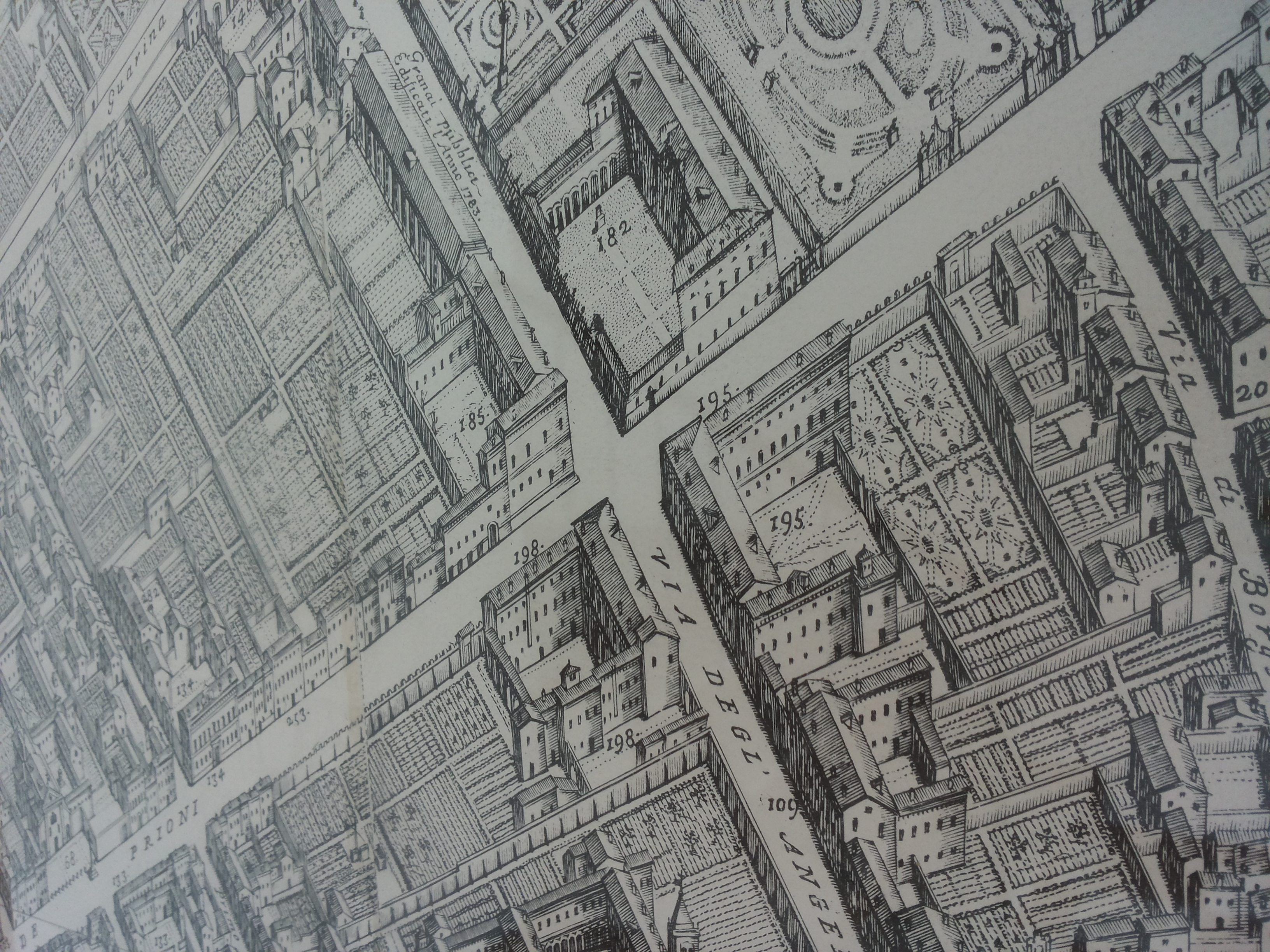
Il Quadrivio degli Angeli nel 1747 (Andrea Bolzoni - Pianta ed alzato della città di Ferrara)
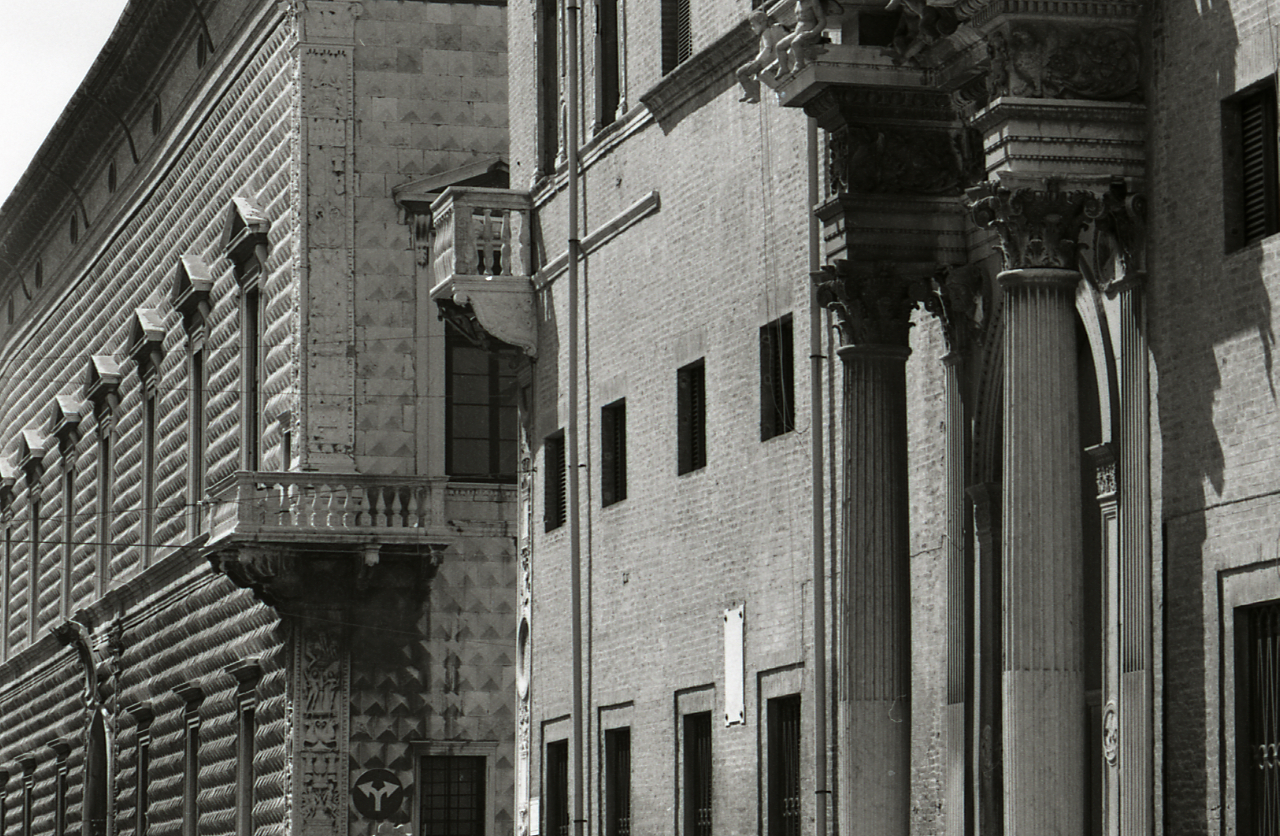
Palazzo dei Diamanti e palazzo Prosperi-Sacrati (Paolo Monti)